# Sankt Stefan ob Stainz
Sankt Stefan ob Stainz é um município da Áustria, situado no distrito de Deutschlandsberg, no estado da Estíria. Tem 49,23 km² de área e sua população em 2019 foi estimada em 3.576 habitantes.